# 5441 Andymurray
5441 Andymurray este un asteroid din centura principală de asteroizi.

## Descriere
5441 Andymurray este un asteroid din centura principală de asteroizi. A fost descoperit pe 8 mai 1991 la Siding Spring de Robert H. McNaught. Asteroidul prezintă o orbită caracterizată de o semiaxă mare de 3,05 ua, o excentricitate de 0,08 și o înclinație de 11,0° în raport cu ecliptica.